# Ischnocampa tovia
Ischnocampa tovia là một loài bướm đêm thuộc phân họ Arctiinae, họ Erebidae.